# Calderbank
Calderbank est un village situé dans le North Lanarkshire, en Écosse.